# 地獄廚房 (第一季)
本條目是關於一個烹飪實境秀電視節目《地獄廚房》的第一季，在2005年5月30日到8月1日於美國播映。

## 參賽者
| 參賽者（英文名）                         | 參賽年齡 | 職業           | 出生地                              |
| ---------------------------------------- | -------- | -------------- | ----------------------------------- |
| 安德魯·波尼托（Andrew Bonito）           | 24       | 辦公室助理     | 新泽西州 艾塞克斯郡 利文斯頓        |
| 卡羅蘭·華倫天奴（Carolann Valentino）    | 33       | 餐廳侍應       | 德克萨斯州 達拉斯郡 達拉斯          |
| 克里斯·諾斯（Chris North）               | 35       | 行政總廚       | 纽约州 西徹斯特郡 約克鎮 約克鎮高地 |
| 杰夫·杜伯里（Jeff Dewberry）             | 33       | 糕點廚師       | 喬治亞州 亨利郡 斯托克布里奇        |
| 艾爾西·拉莫斯（Elsie Ramos）             | 40       | 六個孩子的母親 | 新泽西州 博根郡 梅塢                |
| 杰夫·拉波夫（Jeff LaPoff）               | 28       | 財經經理       | 新泽西州 艾塞克斯郡 奥兰治          |
| 潔西卡·卡博（Jessica Cabo）              | 26       | 獵頭人         | 纽约州 沙福郡 亨廷頓                |
| 吉米·凱西（Jimmy Casey）                 | 25       | 採購部經理     | 纽约州 拿索郡 威利斯頓公園          |
| 瑪莉·愛倫·丹尼爾斯（Mary Ellen Daniels） | 27       | 酒吧調酒師     | 麻薩諸塞州 米德爾塞克斯郡 貝爾蒙    |
| 邁克·雷（Michael Wray）                  | 27       | 專業廚師       | 科羅拉多州 拉里默爾郡 科林斯堡      |
| 拉爾夫·帕加諾（Ralph Pagano）            | 36       | 專業廚師       | 新泽西州 艾塞克斯郡 利文斯頓        |
| 溫蒂·劉（Wendy Liu）                     | 32       | 會計經理       | 新泽西州 艾塞克斯郡 密爾本          |

## 每集進度表
落敗隊伍中最佳的隊員每週都得提名兩個表現最差的隊員
| #  | 廚師     | 第1集 | 第2集 | 第3集 | 第4集 | 第5集 | 第6集 | 第7集 | 第8集 | 第9集 | 第10集 |
| -- | -------- | ----- | ----- | ----- | ----- | ----- | ----- | ----- | ----- | ----- | ------ |
| 1  | 米高     | 獲勝  | 獲勝  | 獲勝  | 獲勝  | 較佳  | 獲勝  | 晉級  | 晉級  | 晉級  | 冠軍   |
| 2  | 勞夫     | 獲勝  | 獲勝  | 較佳  | 落敗  | 獲勝  | 落敗  | 較佳  | 晉級  | 晉級  | 亞軍   |
| 3  | 謝西嘉   | 獲勝  | 獲勝  | 落敗  | 較佳  | 獲勝  | 較佳  | 晉級  | 晉級  | 出局  |        |
| 4  | 愛絲     | 較佳  | 落敗  | 獲勝  | 獲勝  | 落敗  | 獲勝  | 晉級  | 出局  |       |        |
| 5  | 占美     | 落敗  | 落敗  | 獲勝  | 獲勝  | 落敗  | 獲勝  | 出局  |       |       |        |
| 6  | 安得魯   | 獲勝  | 獲勝  | 落敗  | 落敗  | 獲勝  | 出局  |       |       |       |        |
| 7  | 基斯     | 落敗  | 較佳  | 獲勝  | 獲勝  | 出局  |       |       |       |       |        |
| 8  | 瑪莉愛倫 | 獲勝  | 獲勝  | 落敗  | 出局  |       |       |       |       |       |        |
| 9  | 雲狄     | 獲勝  | 獲勝  | 出局  |       |       |       |       |       |       |        |
| 10 | 傑夫     | 落敗  | 落敗  | 離開  |       |       |       |       |       |       |        |
| 11 | 杜伯里   | 落敗  | 出局  |       |       |       |       |       |       |       |        |
| 12 | 卡羅安   | 出局  |       |       |       |       |       |       |       |       |        |

  隊伍落敗被提名為淘汰人選
  參賽者被拉姆齊提名淘汰人選
  參賽者被淘汰
  參賽者自願離開比賽
  本季冠軍

## 劇情
每集的比賽單元如下：
- 挑戰賽
- 勝利隊（者）的獎品和落敗隊（者）的懲罰
- 晚宴戰
- 落敗隊伍提名
- Gordon選出一名隊員出局

### 第1集
- 播映時間：2005年5月30日
- 招牌菜挑戰: 廚師們剛到達餐廳就要為Gordon炮製一道個人招牌菜色。Gordon只覺得卡羅安和愛絲的招牌菜色做得好。他還說他對這班參賽者沒有太大的期望。
- 參賽者分隊: 挑戰完畢後，哥頓便把參賽者分隊。基斯、愛絲、占美、卡羅安、杜伯里和傑夫被分到紅組。勞夫、謝絲嘉、雲狄、米高、瑪莉·愛倫和安祖被分到藍組。
- 晚宴: Gordon選出傑夫和勞夫為他們隊伍的侍應。兩隊隊伍都不能好好地達到Gordon對食物的嚴格要求，導致Gordon把很多弄好的菜掉進垃圾筒內。藍組的安祖與Gordon發生了口角，與此同時，米高用了廚房內最後一條龍蝦尾。紅隊統統都在戰戰兢兢地弄菜。卡羅安被Gordon見到她站在甜品那裡無所事事，不給她的隊員伸出援手，被Gordon臭罵了一頓。最後，雖然藍隊把一部分的主菜弄好送給客人，但是Gordon，眼見面前的殘局，晚宴提前結束。
- 勝負: Gordon說，雖然今晚沒有贏家，但是因為藍隊可以推出一些主菜，所以紅隊是輸家。愛絲被Gordon認為是表現最優的廚師，負責提名兩個人出局。
- 提名環節: 愛絲提名卡羅安，因為她覺得卡羅安的經驗不夠。雖然愛絲承諾不會提名杜伯里，但是到宣佈提名的時候，愛絲卻背信提名杜伯里，因為她覺得杜伯里在比賽的時候出現了問題。
- 淘汰環節：卡羅安，因為Gordon覺得她沒有足夠的經驗在廚房工作。Gordon還說：「我說過，『千萬、千萬不能離棄你的隊員。』你今晚就是離棄了你的隊員。把妳的廚師衣服脫下。地獄廚房不需要你！」

### 第2集
- 播映時間：2005年6月6日
- 挑戰:  清理花枝。能夠清理和預備好最多花枝的隊會與哥頓共進晚餐。因為藍組比紅組多出一人，為了公平起見，米高沒有參加這個挑戰。最後，紅組以一條花枝之差擊敗藍組。藍組被擊敗的懲罰就是要把晚餐需要的花枝準備好。
- 晚飯服務: 藍組因為在挑戰時被擊敗，他們那邊廚房的空調被哥頓關掉。開始時，兩組的廚房都可以正常運作。但是，紅組的傑夫因為受腎石影響，在蔬菜裝飾部的表現欠佳。藍組的安祖和瑪莉·愛倫為了肉部的控制權發生了口角，阻礙進度。紅組的杜伯里錯漏百出，差一點就退出了。但是，紅組的隊員游說他留下。 最後，一台客人因為等紅組的菜等了三小時，打了電話叫比薩外賣。這台客人的行為導致高級侍應尚·菲力普（Jean-Phillipe）與那台客人發生口角，還差一點發生打鬥。
- 落敗隊伍：哥頓認為今晚的服務差強人意。但是，他認為藍組的服務比紅組的好。基斯被哥頓認為是這回合的劣中最優者。
- 提名：基斯提名杰夫及杜伯里。杰夫被提名的原因是因為基斯覺得他太倔強。杜伯里被提名的原因是因為基斯覺得他常常為了一些芝麻綠豆的小事而影響他的心情。哥頓完全同意基斯的提名。
- 被淘汰：杜伯里，因為他離棄他的隊員。哥頓說：「杜伯里，你出局的原因很簡單：你是一個懦夫，你在破壞你隊以後再離棄你的隊員。」。杜伯里出局的原因和卡羅安出局的原因非常接近。

### 第3集
- 美國播映日期：2005年6月13日
- 杰夫的健康: 杰夫在上一集飽受腎石影響。在上一集的淘汰儀式完畢後，他終於把腎石排出體外。
- 特別隊員整合: 因為藍組比紅組多了兩個隊員，所以為了平衡兩組的實力，米高被掉到紅組。
- 挑戰: 哥頓吩咐兩組人準備和弄五道他們創作的菜給他享受。兩隊的隊員必須分工合作，在十分鐘之內，利用僅有的一百美元，前往當地一間超級市場，購買五道菜式的材料。兩組創作的五道菜裡面都有三道菜被哥頓喜歡。但是，哥頓覺得紅組的菜得互相協調比藍組的好。所以，紅組勝出這次的挑戰。紅組勝出的奬品是與哥頓去當地一家酒吧喝酒。藍組的懲罰是他們要打掃兩隊的宿舍。
- 晚飯服務: 當晚，餐廳有兩個食評光顧和品嘗兩隊隊員炮製的菜。因為隊員們沒有可能知道那一碟菜是給食評吃的，所以哥頓警告所有隊員，他們必須把每碟菜當成給食評吃的菜。在此以後，杰夫負責的龍蝦意粉沒能夠如期送出。藍廚房的雲狄因為覺得冷水會比熱水快點煮滾，令到藍組的菜要遲出。紅組送出的一些飯前菜得到食評的好評。但是，安祖和雲狄的飯前菜就弄得很糟糕，有一碟飯前菜更令到一名客人嘔吐。雖然安祖與別人發生了口角，勞夫最後能夠把藍組重新團結起來，但是，杰夫犯的錯誤開始反得越來越多，在與哥頓吵架後，杰夫更一怒離開比賽和他的隊友。
- 退出： 當離開廚房後，杰夫退出遊戲.
- 落敗隊伍： 再次地這個回合中沒有勝出者，哥頓通過食評的意見來決定本回合的失敗隊伍。食評們更喜歡紅隊的食物而且紅隊雖然失去了杰夫但仍然能夠後來追上,因此宣佈藍組落敗。而藍隊的領隊勞夫被評爲劣中最佳隊員。
- 提名： 因爲安祖的態度問題他被勞夫選為需要淘汰的隊員之一，另外云狄因爲犯了諸多錯誤也被選為需要淘汰的隊員。
- 被淘汰：最後云狄被淘汰出局，因為她接二連三的犯了錯誤，而且大家覺得跟她合作很麻煩。

## 外部連結
- 香港官方網頁（页面存档备份，存于）